# Bodedia rufiventris
Bodedia rufiventris är en stekelart som beskrevs av André Seyrig 1952. Bodedia rufiventris ingår i släktet Bodedia och familjen brokparasitsteklar. Inga underarter finns listade.